# زاوية القواسم
زاوية القواسم هي قرية مغربية غرب المغرب وهي أيضا جماعة قروية. تنتمي زاوية لقواسم لإقليم الجديدة الساحلي جنوبي الدار البيضاء. تضم هذه القرية 12.726 نسمة (إحصاء 2004).

## السياحة
بالإضافة لمؤهلات أخرى، توجد بجماعة زاوية القواسم العديد من البنايات التراثية من نوع تازوطا. وبدأ الناس مؤخرا يهتمون بالتازوطات قصد استغلالها في السياحة المجالية والثقافية.